# 880號州際公路
880號州際公路（英語：Interstate 880，簡稱I-880），是美國州際公路系統中80号州际公路在加利福尼亞州的輔助線。全線沿舊金山灣東緣呈南北走向，南起聖荷西與280號州際公路、17號加利福尼亚州州道交會，北至奧克蘭併入80號州際公路。該公路在101號美國國道與80號州際公路之間的路段的正式名稱是尼米茲高速公路，以紀念第二次世界大戰海軍將領尼米茲。880號州際公路直通奧克蘭港，大型貨櫃車進出頻繁，再加上沿途人口綢密，又是連接灣區二大城市的最重要幹道，在尖峰時間交通十分擁擠，因此被當地人取了（討人厭的尼米茲）的暱稱。

## 公路沿革
880號州際公路南端與280號州際公路及17號加利福尼亚州州道相交，向東北行在聖荷西國際機場附近與101號美國國道交會後，沿舊金山灣東緣向北行，途經米爾必達、費利蒙、紐華克、聯合市，在海沃德與聖利安卓間分出238號州際公路往580號州際公路，再往北經奧克蘭國際機場和奧克蘭競技場，進入奧克蘭市區，在海灣大橋東端附近併入80號州際公路與580號州際公路共構路段（此路段較複雜，被稱為麥帥迷宮）。

### 公路的興建
加州州議會早在1933年即提案興建沿舊金山灣東緣自聖荷西至列治文的高速公路，並於1934年通過，起初編為69號及13號加利福尼亚州州道（旋即改編為17號加利福尼亚州州道），並使用當時既有的市區街道至麥帥迷宮接上當時剛完工的40號美國國道通往厄爾塞利托
。第一段新建的高速公路在奧克蘭市區，由至23大道（1949年7月22日通車）.，1950年6月向南通至98大道，1952年6月至Lewelling Boulevard，1953年6月至海沃德92號加利福尼亚州州道。聖荷西往北路段則起於101號美國國道，1954年7月通至費利蒙溫泉區附近。。奧克蘭市區內的雙層高速公路（Cypress Street Viaduct）則在1957年6月開放通車，這段路連接了公路主線和海灣大橋。公路北段繼續向南施工，1957年通至費利蒙大道 ，最後在1958年11月24日南北貫通，不久即命名為尼米茲高速公路，17號加利福尼亚州州道亦由原本的市區道路移至這一條新完工的高速公路。

### 1984年以前的17號加利福尼亚州州道
1984年以前，尼米茲高速公路是17號加利福尼亚州州道的一部份。當時的17號加利福尼亚州州道南起聖塔克魯茲，向東北穿過聖荷西市區，經尼米茲高速公路經奧克蘭市區，繼續往北與80號州際公路共構（東灣岸高速公路），至列治文跨過列治文─聖拉斐爾大橋，終點在聖拉斐爾。其中奧克蘭市區和麥帥迷宮之間的路段被編為50號美國國道商業線。
1984年，聖荷西的280號州際公路出口和麥帥迷宮之間的17號加利福尼亚州州道被改編為880號州際公路，麥帥迷宮以北至聖拉斐爾則被納入580號州際公路。17號加利福尼亚州州道僅存聖荷西以南的路段。

### 1989年奧克蘭雙層公路崩塌

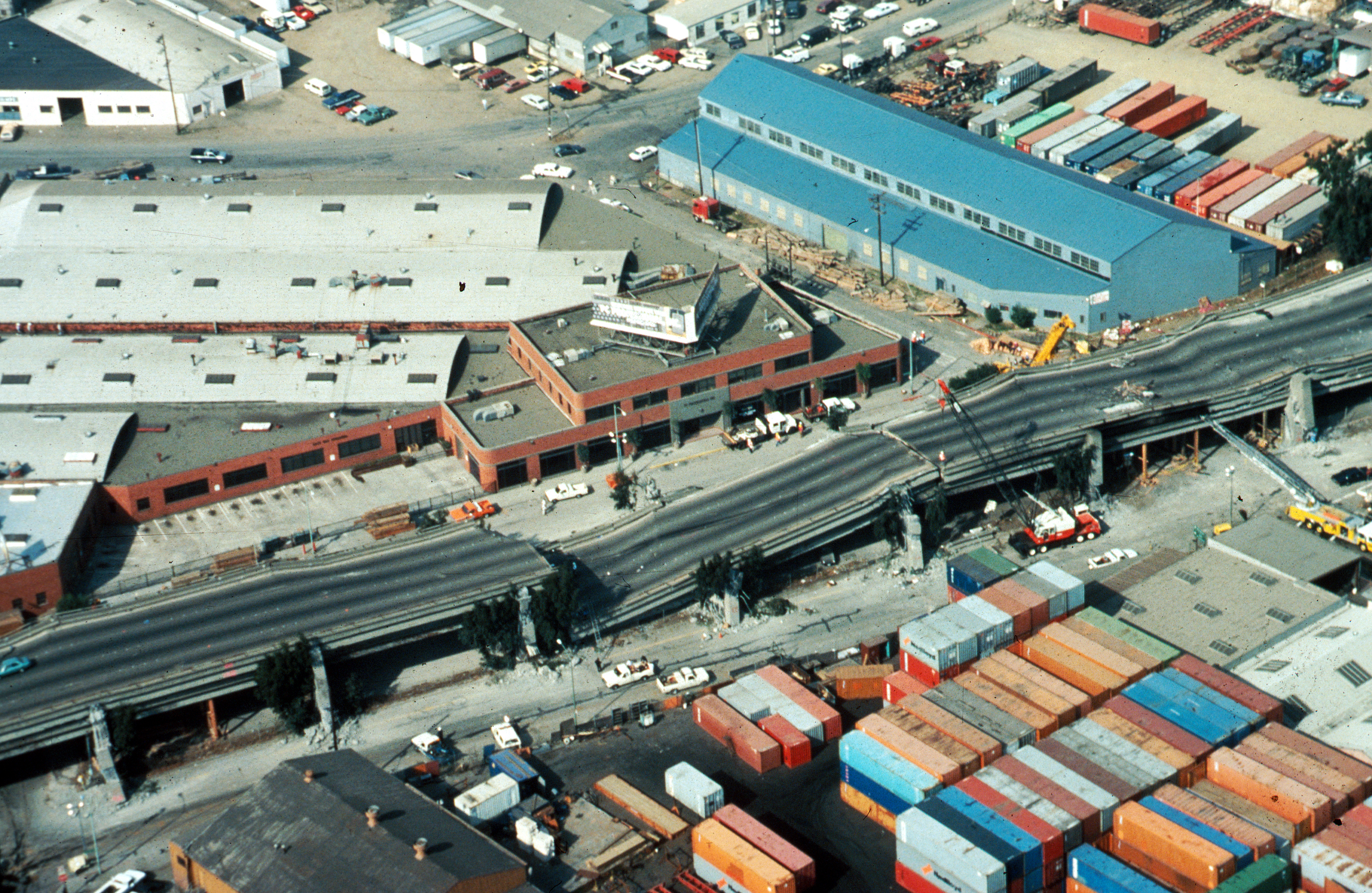
坍塌的奧克蘭雙層公路部份路段

1989年10月17日，舊金山灣區發生芮氏地震規模6.9的強烈地震，奧克蘭市的雙層高架橋也因此倒塌，造成42人喪生。這段公路的重建花了近十年的時間，在1997年重新開放，但路線改走西奧克蘭外緣與鐵路平行。這段時間，車輛改道980號州際公路與麥帥迷宮銜接。崩塌的路段雖然只有短短的3英里，重建的經費高達12億美元，原因是舊金山灣區捷運系統在新路線附近由地下轉為高架，工程難度高；再者，新路線必須收購奧克蘭港附近的土地及地上物；當然，公路必須符合更高的防震標準。原路線的高架橋已完全拆除，現改名曼德拉公園大道，中央分隔島則成為一帶狀公園。

### 2007年油罐車火燒公路
2007年4月29日深夜，一輛裝滿8600加侖的油罐車行駛在麥帥迷宮下層的I-880時，疑為轉彎時車速過快撞上上層公路的橋墩引發大火，火焰高約200呎，溫度高達約攝氏1500度，造成橋墩內鋼筋部份熔化，上層的I-580因而塌陷而壓壞下層公路，I-580西向與I-880南向同時中斷，所幸無人死亡。由於意外發生地點地處海灣大橋東端附近，又是三條繁忙高速公路的交會點，是東灣地區進入舊金山市區最重要的聯絡道路，隔日加州州長立即宣布鄰近地區進入緊急狀態，旅客可免費搭乘各大眾運輸系統，灣區捷運亦宣布加班及加掛車廂，以舒緩當地本已擁擠的交通。27天之後，高架橋修復完成並重新開放。

## 原本規劃的880號州際公路
1971年至1983年間，編號880是給予沙加緬度的北外環線（Beltline Freeway）的。原本80號州際公路沙加緬度段是目前的80號州際公路商業線（首府高速公路），聯邦在1979年將80號州際公路改道經由原來的880號州際公路，編號880也隨之撤銷，路標的更換在1983年執行完畢。1984年加州州政府提案將這個空出來的編號交予尼米茲高速公路使用，聯邦也隨即批准，同時也把州際公路編號238指定給238號加利福尼亚州州道在尼米茲高速公路和麥克阿瑟高速公路之間的路段。

## 出口列表
注意：哩程數前方若無字母，表示1964年的量測值，由於路線有稍做更動，哩程可能不準確。哩程數經過郡縣交界處後重新計數，所經郡縣欄中記錄公路在該郡的總長度
| 所經郡縣                    | 所經城鎮 | 哩程           | 出口編號 | 目的地及服務地區                                                                     | 備註                             |
| --------------------------- | -------- | -------------- | -------- | ------------------------------------------------------------------------------------ | -------------------------------- |
| 聖塔克拉拉 (SCL 0.00-10.50) | 聖荷西   | 0.00           | 1A       | 17號加利福尼亚州州道南向，往聖塔克魯茲                                               | 直行超過280號州際公路            |
| 聖塔克拉拉 (SCL 0.00-10.50) | 聖荷西   | 0.00           | 1B       | 280號州際公路，往舊金山／聖荷西市區                                                  | 僅設南向出口及北向入口           |
| 聖塔克拉拉 (SCL 0.00-10.50) | 聖荷西   | 0.41           | 1C       | Stevens Creek Boulevard／West San Carlos Street                                      | 僅設南向出口及北向入口           |
| 聖塔克拉拉 (SCL 0.00-10.50) | 聖荷西   | 1.25           | 1D       | Bascom Avenue ，往聖塔克拉拉                                                         | 北向設1A出口往南和1B出口往北     |
| 聖塔克拉拉 (SCL 0.00-10.50) | 聖荷西   | 2.08           | 2        | 82號加利福尼亚州州道（The Alameda），往聖塔克拉拉                                    |                                  |
| 聖塔克拉拉 (SCL 0.00-10.50) | 聖荷西   | 2.67           | 3        | Coleman Avenue，往聖荷西國際機場                                                     |                                  |
| 聖塔克拉拉 (SCL 0.00-10.50) | 聖荷西   | 3.57           | 4A       | First Street，往聖荷西市區                                                           |                                  |
| 聖塔克拉拉 (SCL 0.00-10.50) | 聖荷西   | 4.08           | 4        | 101號美國國道（灣岸高速公路），往洛杉磯／舊金山                                      | 設4B出口向南及4C出口向北         |
| 聖塔克拉拉 (SCL 0.00-10.50) | 聖荷西   | 4.28           | 4D       | Gish Road                                                                            | 南向使用4C出口                   |
| 聖塔克拉拉 (SCL 0.00-10.50) | 聖荷西   | 5.34           | 5        | Brokaw Road                                                                          |                                  |
| 聖塔克拉拉 (SCL 0.00-10.50) | 聖荷西   | 6.71           | 7        | G4縣道（蒙太谷快速道路）                                                             |                                  |
| 聖塔克拉拉 (SCL 0.00-10.50) | 米爾必達 | 7.69           | 8A       | Great Mall Parkway, Tasman Drive                                                     |                                  |
| 聖塔克拉拉 (SCL 0.00-10.50) | 米爾必達 | 8.42           | 8B       | 237號加利福尼亚州州道（Calaveras Boulevard）／McCarthy Boulevard，往山景城／米爾必達 | 南向設8B出口往東及8C出口往西     |
| 聖塔克拉拉 (SCL 0.00-10.50) | 米爾必達 | 10.41          | 10       | Dixon Landing Road                                                                   |                                  |
| 阿拉米達 (ALA R0.00-R35.47) | 費利蒙   | 2.28           | 12       | 262號加利福尼亚州州道東向，Warren Avenue／Mission Blvd，往680號州際公路（沙加緬度）  |                                  |
| 阿拉米達 (ALA R0.00-R35.47) | 費利蒙   | 3.25           | 13B      | Fremont Boulevard South／Cushing Parkway                                             |                                  |
| 阿拉米達 (ALA R0.00-R35.47) | 費利蒙   | 4.71           | 15       | Auto Mall Parkway                                                                    |                                  |
| 阿拉米達 (ALA R0.00-R35.47) | 費利蒙   | 6.24           | 16       | Stevenson Boulevard                                                                  |                                  |
| 阿拉米達 (ALA R0.00-R35.47) | 費利蒙   | 7.19           | 17       | Mowry Avenue，往費利蒙中央區                                                         |                                  |
| 阿拉米達 (ALA R0.00-R35.47) | 費利蒙   | 8.84           | 19       | 84號加利福尼亚州州道東向（Thornton Avenue），往紐華克中央區                          | 84號加利福尼亚州州道共構路段南端 |
| 阿拉米達 (ALA R0.00-R35.47) | 費利蒙   | 10.30          | 21       | 84號加利福尼亚州州道西向（Decoto Road），往鄧巴頓大橋                                | 84號加利福尼亚州州道共構路段北端 |
| 阿拉米達 (ALA R0.00-R35.47) | 聯合市   | 11.40          | 22       | Fremont Boulevard North／Alvarado Boulevard                                          |                                  |
| 阿拉米達 (ALA R0.00-R35.47) | 聯合市   | 13.05          | 23       | Alvarado Niles Road                                                                  |                                  |
| 阿拉米達 (ALA R0.00-R35.47) | 聯合市   | 13.67          | 24       | Whipple Road／Dyer Street                                                            |                                  |
| 阿拉米達 (ALA R0.00-R35.47) | 海沃德   | 14.54          | 25       | Industrial Parkway                                                                   | 北向使用24號出口                 |
| 阿拉米達 (ALA R0.00-R35.47) | 海沃德   | 15.65          | 26       | Tennyson Road                                                                        |                                  |
| 阿拉米達 (ALA R0.00-R35.47) | 海沃德   | 16.70          | 27       | 92號加利福尼亚州州道（Jackson Street），往聖馬刁大橋                                 |                                  |
| 阿拉米達 (ALA R0.00-R35.47) | 海沃德   | 17.60          | 28       | Winton Avenue                                                                        |                                  |
| 阿拉米達 (ALA R0.00-R35.47) | 海沃德   | 18.35          | 29       | A Street，往聖羅倫佐                                                                 |                                  |
| 阿拉米達 (ALA R0.00-R35.47) | 聖羅倫佐 | 20.16          | 30       | Hesperian Boulevard                                                                  | 僅設北向出口和南向入口           |
| 阿拉米達 (ALA R0.00-R35.47) | 聖羅倫佐 | 20.32          | 30       | Lewelling Boulevard，往聖羅倫佐                                                      | 僅設南向出口和北向入口           |
| 阿拉米達 (ALA R0.00-R35.47) | 聖利安卓 | 20.68          | 31A      | 238號州際公路東向，往580號州際公路（卡斯楚谷／斯托克顿）                             | 南向為31號出口                   |
| 阿拉米達 (ALA R0.00-R35.47) | 聖利安卓 | 20.82          | 31B      | Washington Avenue                                                                    | 南向使用31號出口                 |
| 阿拉米達 (ALA R0.00-R35.47) | 聖利安卓 | 22.84          | 33       | Marina Boulevard                                                                     | 設33A出口向東及33B出口向西       |
| 阿拉米達 (ALA R0.00-R35.47) | 聖利安卓 | 23.64          | 34       | 112號加利福尼亚州州道（Davis Street），往聖利安卓市區                                |                                  |
| 阿拉米達 (ALA R0.00-R35.47) | 奧克蘭   | 24.77          | 35       | 98th Avenue，往奧克蘭國際機場                                                        |                                  |
| 阿拉米達 (ALA R0.00-R35.47) | 奧克蘭   | 25.50          | 36       | Hegenberger Road，往奧克蘭競技場／奧克蘭國際機場                                     |                                  |
| 阿拉米達 (ALA R0.00-R35.47) | 奧克蘭   | 26.61          | 37       | 66th Avenue, Zhone Way，往奧克蘭競技場                                               |                                  |
| 阿拉米達 (ALA R0.00-R35.47) | 奧克蘭   | 27.71          | 38       | 77號加利福尼亚州州道（High Street），往阿拉米達                                      |                                  |
| 阿拉米達 (ALA R0.00-R35.47) | 奧克蘭   | 28.24- 28.69   | 39A      | 29th Avenue／Fruitvale Avenue，往阿拉米達                                            |                                  |
| 阿拉米達 (ALA R0.00-R35.47) | 奧克蘭   | 28.93          | 39B      | 23rd Avenue，往阿拉米達                                                              |                                  |
| 阿拉米達 (ALA R0.00-R35.47) | 奧克蘭   | 29.80- 30.38   | 40       | Embarcadero／Fifth Avenue／16th Avenue                                               | 北向不設出口                     |
| 阿拉米達 (ALA R0.00-R35.47) | 奧克蘭   | 31.09          | 41A      | Oak Street／Lakeside Drive                                                           | 僅設北向出口及南向入口           |
| 阿拉米達 (ALA R0.00-R35.47) | 奧克蘭   | 31.2           |          | Jackson Street                                                                       | 僅設北向入口                     |
| 阿拉米達 (ALA R0.00-R35.47) | 奧克蘭   | 31.6           | 41B      | 61號加利福尼亚州州道（Broadway），往奧克蘭市區                                       | 僅設北向出口及南向入口           |
| 阿拉米達 (ALA R0.00-R35.47) | 奧克蘭   | 31.68          | 42A      | 980號州際公路東向（格羅夫─夏夫特高速公路），往24號加利福尼亚州州道（核桃溪）         | 僅設北向出口及南向入口           |
| 阿拉米達 (ALA R0.00-R35.47) | 奧克蘭   | 32.1           | 42B      | Market Street，往奧克蘭渡輪站                                                        | 僅設北向出口及南向入口           |
| 阿拉米達 (ALA R0.00-R35.47) | 奧克蘭   | R32.79         | 42       | 61號加利福尼亚州州道（Broadway），往阿拉米達                                         | 僅設南向出口及北向入口           |
| 阿拉米達 (ALA R0.00-R35.47) | 奧克蘭   | R33.27- R34.70 | 44       | 7th Street／West Grand Avenue                                                        |                                  |
| 阿拉米達 (ALA R0.00-R35.47) | 奧克蘭   | R34.18         | 46A      | 80號州際公路西向（海灣大橋），往舊金山                                               | 僅設北向出口及南向入口           |
| 阿拉米達 (ALA R0.00-R35.47) | 奧克蘭   | R35.47         | 46B      | 80號州際公路東向／580號州際公路西向（東灣岸高速公路），往聖拉斐爾／沙加緬度          | 僅設北向出口及南向入口           |